# エレクトロニック・アーツ
座標: 北緯37度31分23.7秒 西経122度15分14.5秒 / 北緯37.523250度 西経122.254028度
エレクトロニック・アーツ（英: Electronic Arts Inc.、略称: EA）は、アメリカ合衆国カリフォルニア州レッドウッドシティに本社を置くコンピュータゲーム販売企業。

## 概要
アップルコンピュータ創立期メンバーで経営を仕切っていたトリップ・ホーキンスが、1982年に投資会社セコイア・キャピタルの創業者ドン・バレンタインとベンチャーへの投資について会議をしている最中に、アップルを退職してゲーム関連会社の設立を推奨され、セコイアの支援とアップルから付いてきた社員によって1982年5月27日にAmazin' Softwareが設立された。
しかし、Amazin' Softwareの名前を嫌がった社員たちの意見で改称の提案が行われ、社員たちの間で好まれた名称からSoftArtなどがあったが、映画会社ユナイテッド・アーティスツ（ユナイテッドアーツ）への敬意と共にエレクトロニックアーツという名が全会一致で決まり、1982年11月にElectronic Artsに改称することとなった。
創立初期数年間はPCゲーム専門のパブリッシャーだったが、1980年代後半になると自社でゲーム開発を始め、1990年代初期にはコンソールゲームも手がける。1990年代前半はセガと、後半からはソニー・コンピュータエンタテインメントと北米市場で協力する。
1990年代に映画製作などで使われるスタジオ方式を真似たゲームソフト開発方式を導入して、優れたゲーム開発者を獲得する事によって成功。また1997年にはマクシスを買収し、2000年代前半には世界最大のゲームソフト販売会社になり、2005年3月31日の会計では31.29億ドルの売上高となる。
EA Sportsレーベルで販売されるスポーツゲーム、ハリウッド映画などの版権ゲーム、そして『ニード・フォー・スピード』、『メダル・オブ・オナー』、『ザ・シムズ』のような長年続く人気のあるシリーズ物に圧倒的なシェアを持っている。2008年には、カーカルチャーサイト「Speedhunters」を開設している。
2021年2月、相次いで同業のゲーム開発企業を買収した。2月8日、アメリカのモバイルゲーム開発大手であるグル・モバイルを24億ドルで買収することを発表し
、4月に買収を完了した。また、2月18日、イギリスの大手レースゲーム開発会社であるコードマスターズを12億ドルで買収している。

## 日本法人
日本再進出の際に日本ビクター子会社のビクター音楽産業（現：ビクターエンタテインメント）と資本提携し、1990年にエレクトロニック・アーツ・ビクター株式会社を設立（代表取締役社長 本多慧～1998年）、オフィスを神宮前に構える。なお、ビクター音産は分社化したビクターインタラクティブソフトウェアを通じて自前でゲーム事業を行っていた（2003年にマーベラスエンターテイメント（現：マーベラス）へ売却）。当初は米EAが供給していた洋ゲーの3DOソフトの日本語版制作と発売を中心に行っていたが、1995年にPlayStationやセガサターンのソフトに進出し、新テーマパークやテーマアクアリウムなど日本市場独自のソフトの企画・発売も手がけるようになる。
1998年に提携先をスクウェア（現：スクウェア・エニックス）に変え、合弁でエレクトロニック・アーツ・スクウェアを設立した（代表取締役社長 山本民夫～2004年）。この時、本社を目黒に移転した。その提携のため、当時のスクウェアとは絶縁状態であった任天堂のハードにもソフトを供給されており、ほぼ全タイトルがスクウェアの子会社であったデジキューブの流通により、コンビニエンスストアでの販売を行っていた。なお、2000年に発売されたPlayStation 2用ソフト『XFIRE ～クロスファイア～』はエレクトロニック・アーツ・スクウェアが初めて開発したゲームであった。
また、逆にPCゲームソフトはソフトバンク流通から自社流通に切り替える等外資系企業としては異例の直販体制を構築していた。PCゲーム事業を持っていなかったスクウェアがIPを保有するタイトルのPC版の販売元となっていたり、デジキューブブランドのPCソフト（Digicube PC）の委託販売も行っていたりしていた。スクウェアが北米に再進出する際も、米国子会社「SQUARE ELECTRONIC ARTS LLC.」を合弁で設立した。提携先がスクウェアに変更後は米EAも長年蜜月関係の深かったセガのハードから実質上撤退し、ドリームキャストにも参入する事はなかった。これにより、欧米におけるセガサターンやドリームキャストのスポーツゲームジャンルに大きな穴が開く事を懸念して、セガ自体がメガドライブ後期以降に既に存在していたスポーツゲーム専用ブランドの『Sega Sports』のサブブランドとして『2K Sports』を発足させ、NFLやNBAといったアメリカの主軸プロスポーツを題材としたゲームを追加させ、自社で販売する体制を整えた。
2003年3月にスクウェアとの合弁を解消し、米エレクトロニック・アーツが全株式を取得。日本法人はエレクトロニック・アーツ株式会社となる。2004年、六本木の泉ガーデンタワーへ移転。同年6月には、代表取締役社長の山本民夫が急遽退任するとともに直販体制を改め、全て流通経由に戻した。日本は独立したリージョンからアジア地区の1事業所へと縮小した。2006年5月、西新宿4丁目へ移転。
日本国内での事業は海外ゲームのローカライズやKID開発タイトルの販売が主で、海外に比べればシェアはかなり小さい。EAビクター時代の企業ロゴマークは「E」を表す四角、丸、「A」を表す三角を並べて「E○A」様にデザインしたものだったが、雑誌『ログイン』などでこの丸を「O」（オー）と誤認し「EOA」と記載されることがあった。EA販売でありながら『Mass Effect 2』や『Dragon Age: Origins』のような膨大な量のローカライズ作業が必要なゲームに対しては消極的で、日本語版では別メーカーから発売されることも多い。
2011年7月にセガ（後のセガグループ）と提携。以後EAのブランドを維持したまま流通に関してはセガの持つ販路を利用する形を採る。2019年3月26日、日本オフィスの閉鎖を発表した。

## 主なゲーム
- Apex Legends
- 007シリーズ
- タイタンフォール
- タイタンフォール2
- バーンアウトシリーズ
- メダル・オブ・オナーシリーズ
- ニード・フォー・スピードシリーズ
- ウルティマオンライン
- ゴッドファーザー
- フリーダムファイターズ
- バトルフィールドシリーズ
  - バトルフィールド1942
  - バトルフィールド ベトナム
  - バトルフィールド2
  - バトルフィールド2 モダンコンバット
  - バトルフィールド2142
  - バトルフィールド バッド カンパニー
  - バトルフィールド1943
  - バトルフィールド バッド カンパニー2
  - バトルフィールド3
  - バトルフィールド4
  - バトルフィールド ハードライン
  - バトルフィールド1
  - バトルフィールドV
  - バトルフィールド2042
  - バトルフィールド6
- アーミー オブ ツー
- シムシティシリーズ
- ザ・シムズシリーズ
- テーマパークシリーズ
- スター・ウォーズシリーズ
  - スター・ウォーズ バトルフロント
  - スター・ウォーズ バトルフロントII
  - スター・ウォーズ ローグ スコードロン II
  - スター・ウォーズ バトルフロント (2015)
  - スター・ウォーズ バトルフロントII (2017)
- Def Jamシリーズ
- ハリー・ポッターシリーズ
- ロード・オブ・ザ・リングシリーズ
- クルセイダー:ノーリモース（英語版）
  - クルセイダー:ノーリグレット
- コマンド&コンカーシリーズ
- BLACK
- レゴ スター・ウォーズシリーズ
- レゴ インディ・ジョーンズ
- DEAD SPACE
- ロードラッシュ[注 7]
- EAスポーツ
  - FIFAシリーズ[注 8]
  - EA Sports FCシリーズ
  - マッデンNFLシリーズ
  - NBAライブシリーズ
  - ファイトナイトシリーズ
  - タイガー・ウッズ PGA TOURシリーズ
  - NHLシリーズ
  - MVPベースボールシリーズ
  - NASCARシリーズ
  - NCAAフットボールシリーズ
  - MVP NCAAベースボールシリーズ
  - Real racingシリーズ
  - WRC（英語版）シリーズ
- EA Sports BIG
  - SSX（英語版）シリーズ
  - FIFAストリートシリーズ
  - NBAストリートシリーズ
  - NFLストリートシリーズ
- Plants vs. Zombies: Garden Warfareシリーズ
- アーコン
- 装甲機動隊 L.A.P.D.
- ソビエトストライク
- デザート・ストライク 湾岸作戦[注 9]
- ロケットアリーナ

### 主なブランド
- EA Games（スポーツゲーム以外のタイトル）
- EA Sports（スポーツゲーム）
- EA Sports Big（エクストリームスポーツ）
- Maxis（シミュレーションゲーム）[注 10]
- Pogo.com（オンラインゲームサイト）
- speedhunters.com（カーカルチャーサイト）

## その他

### ネット販売
もともとは「EAストア」でネット販売されていたが、2011年6月にOriginでのネット販売に切り替わった。2019年10月29日にValveとの提携を発表。EAのタイトルがSteamでも配信されている。

### 批判・労働問題
企業の買収によるIPの取得、残業代不払いなどの労働環境、ゲームの品質の問題、スポーツ選手の肖像権問題、ルートボックス（ガチャ）問題などから、2012年4月以降、非営利団体Consumeristから「アメリカで最悪の会社」を2年連続で授与された。2018年、USAトゥデイによって米国で5番目に嫌われている会社として挙げられた。
ゲームデザイナー、ブロガー、小説家であるエリン・ホフマンが、EA SpouseのアカウントでEAに務める夫の残業問題を告発。ゲーム業界全体の是正に一石を投じた。問題に思っていたスタッフたちと共に集団訴訟が行われ、残業や労働問題などが改善された。

### プライバシーポリシー
2016年10月28日現在、Electronic Arts社は、自社サイトのプライバシーポリシーにおいて、「当社はお客様の情報のセキュリティを保証することはできません。また、当社の管理下におけるお客様の情報への無認可の使用あるいはアクセスについて、いかなる責任も負いません。」と明記し、損害賠償責任の免責を顧客に表明している。